# Terry Devon
Teresa „Terry“ Devon (* 19. Mai 1922 in London; † 5. April 2013 ebenda) war eine britische Jazzsängerin, die auch in der Unterhaltungsmusik hervortrat.

## Leben und Wirken
Devon, die zunächst als Friseurin im Salon ihres Vaters arbeitete, gewann als Jugendliche einen Crooner-Wettbewerb von Radio Luxemburg. Dann sang sie im Orchester von Billy Thorburn; 1939 machte sie erste Aufnahmen für den Rundfunk; erste Platten nahmen sie für Parlophone auf, zunächst Any Old Hearts To Mend, dannTo Mother With Love und Wish Me Luck As You Wave Me Goodbye. Ab 1941 gehörte sie zum Orchester von Oscar Rabin und wurde 1945 Teil der Keynotes, die jede Woche in der Comedy-Radioshow Take It from Here der BBC auftraten. Dann sang sie bei Geraldo und bei Tito Burns, wo sie ihr Talent für den Scatgesang entwickelte. Sie spielte nun Platten wie Be Bop Spoken Here, und I'm Forever Blowing Bubbles für Decca Records ein. Mit der Geburt ihrer älteren Tochter 1953 beendete sie ihre Gesangskarriere.